# イカフライ

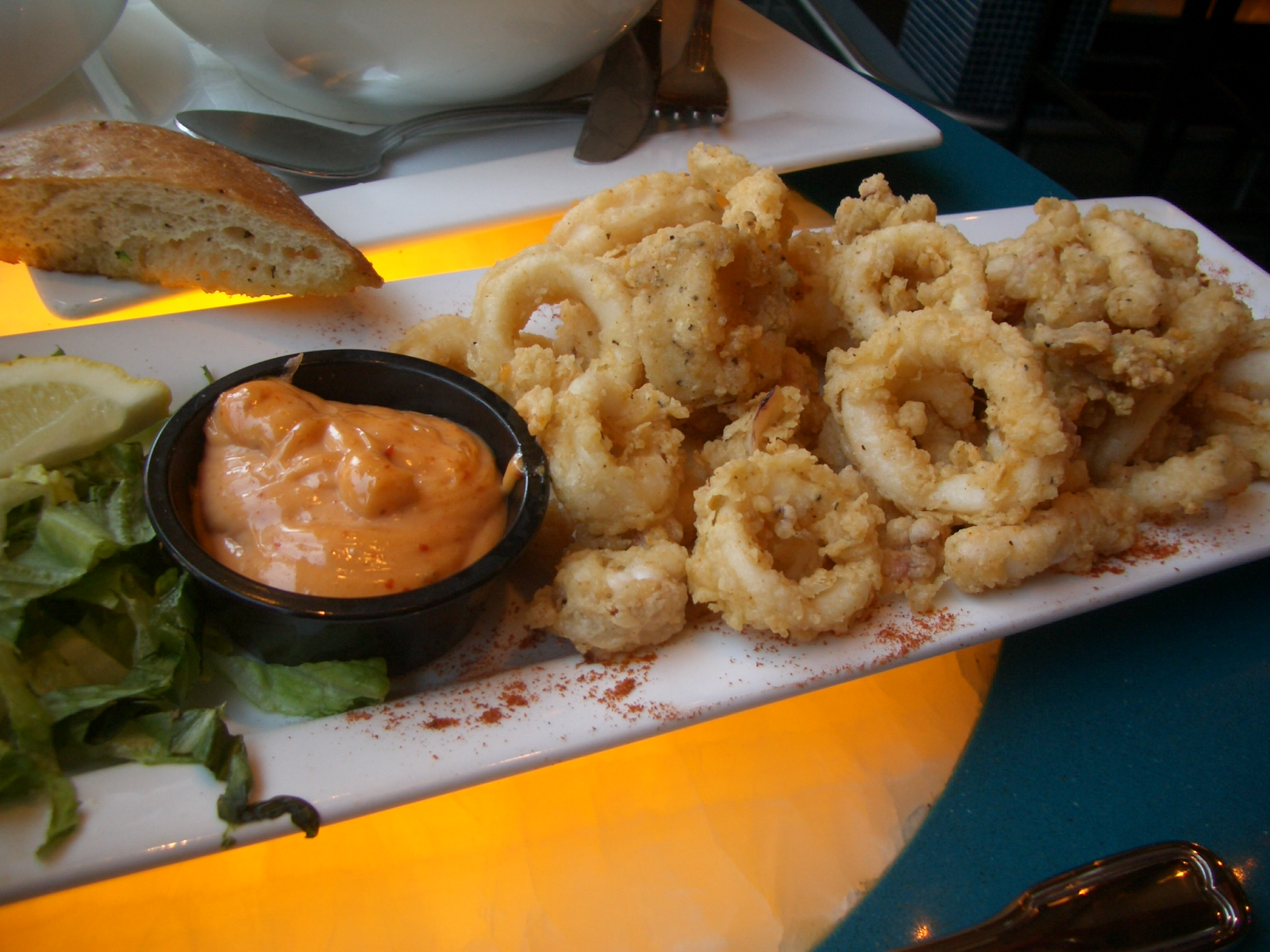
イカフライ（カラマリ）

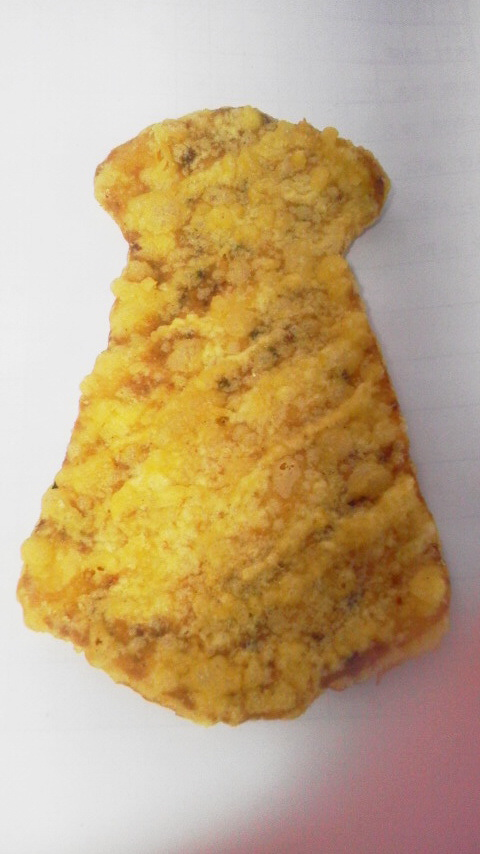
イカフライ（加工品）

イカフライとは、イカに衣をまぶして油で揚げる料理である。
胴体を筒切りにしたものはイカリング、あるいはカラマリ (calamari, fried calamari) とも呼ばれる。フードプロセッサーで挽いたイカを丸めて衣をつけ、揚げたものは「イカボール」と呼ばれる。パン粉を使用したフライ風のものとから揚げ風のものがある。イカを乾燥させて粒状にしたものをデンプンに混ぜ、衣をつけて揚げた魚介加工品もある。

## 料理

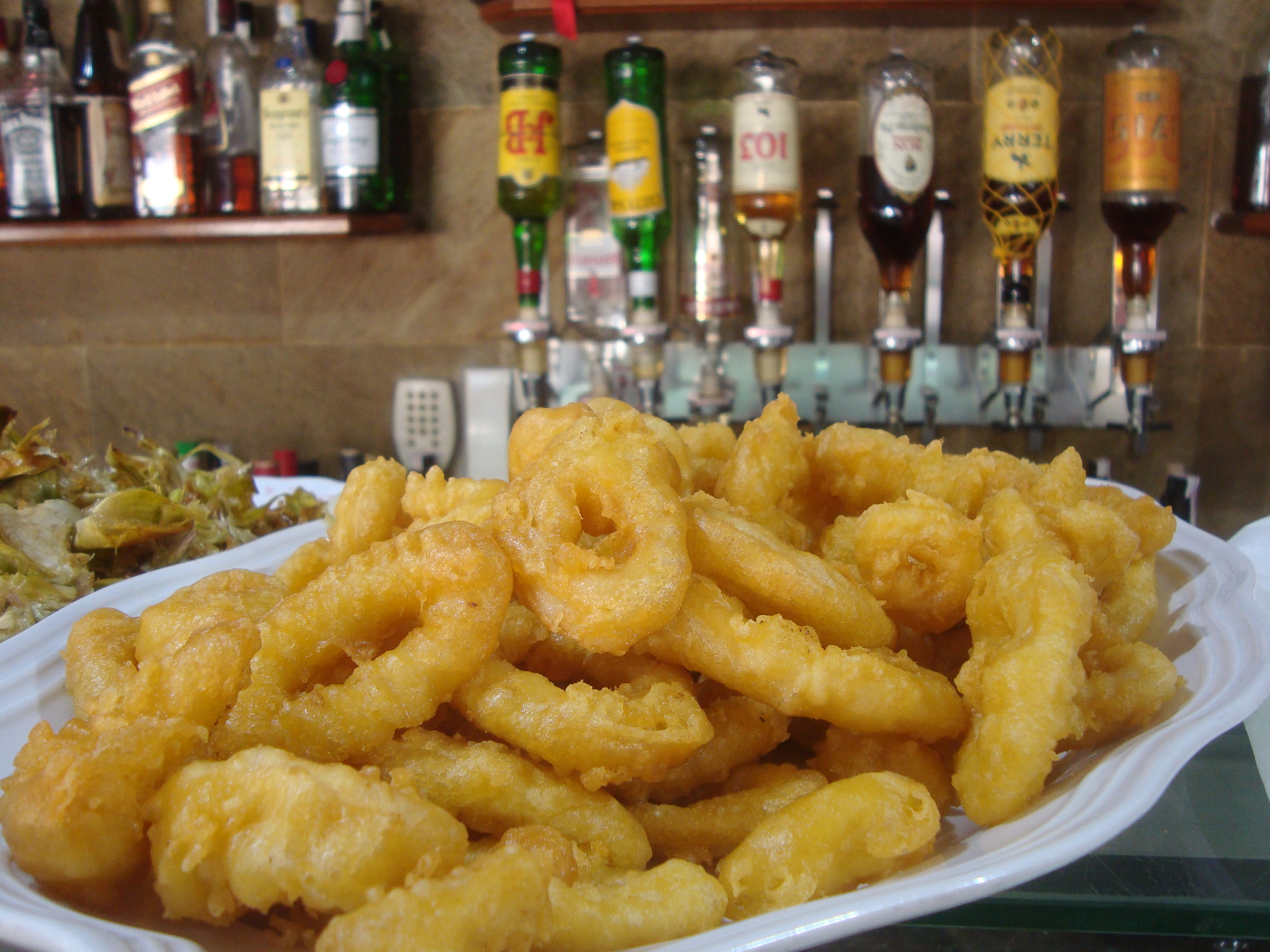
イタリア（ローマ）のイカフライ

加熱しすぎると身が固くなるため、2分程度ですばやく揚げる。また、破裂を避けるために皮を丁寧に剥くことが肝要である。隠し包丁を細かく十字状に入れることで、柔らかく歯で噛み切れるように仕上がる。
トルコ料理、ギリシア料理、イタリア料理やシーフードレストランでは主要な料理である。パセリやパルメザンチーズを添え、前菜として供される。ジャジキ (tzatziki) やトマトソースなどのソースをつけて食べることが多いが、ケチャップ、アイオリ (aioli) 、オリーブ・オイルが使われることや、あるいはなにもつけずそのまま食べられることもある。また、しばしばレモンの輪切りが添えられる。
中華料理ではさいの目切りにして衣をつけて揚げ、唐辛子と塩で味付けする。
冷凍食品としても販売されており、弁当のおかずに使われることも多い。

## 加工品
イカ天の名で呼ばれることもある。イカを乾燥させて粒状にしたものをデンプンに混ぜ、衣をつけて揚げる。駄菓子や酒肴として販売される。そのまま食べるほか、お好み焼きの具として使われることもある。醤油味のつゆを含ませた「ぬれ天ぷら」と呼ばれる商品も見られる。
イカの胴体（ひれと外套膜）を模した形に成型されるほか、短冊型に切り分けられた状態で揚げられたものも見受けられる。